# Soravia Group
Soravia (Eigenschreibweise: SORAVIA) ist ein eigentümergeführter Immobilienkonzern mit einem realisierten Projektvolumen von 7,6 Milliarden Euro und rund 630 realisierten Projekten (Stand 2023). Konzernmutter ist die Soravia Group GmbH. Das Unternehmen ist im Bereich Projektentwicklung, Wohnbau, Investment und Asset Management, Hospitality sowie Property und Facility Management tätig. von Immobilien tätig. Außerdem hält das Unternehmen Beteiligungen unter anderem an Numa Group und den Hotelgruppen Ruby Hotels sowie Loisium Hotels. Der Sitz des Unternehmens befindet sich in der österreichischen Bundeshauptstadt Wien.

## Geschichte
Die Wurzeln des Unternehmens reichen bis in das Jahr 1885 zurück. In diesem Jahr gründete Giovanni „Johann“ Batista Soravia (1841–1912) gemeinsam mit Johann Lindauer das Bauunternehmen Soravia Bau für den Bereich Straßenbau. In den Siebzigerjahren fusionierte die Ilbau AG mit der Soravia Bau. 1989 gründeten Erwin und Hanno Soravia die Soravia Group GmbH.
Ab 2012 wollte sich das Unternehmen stärker auf seine Geschäftstätigkeit in Österreich ausrichten. In diesem Zuge verkaufte Soravia unter anderem seine Anteile an einem Bürohaus in der bulgarischen Hauptstadt Sofia an die BA-CA Real Invest und CA Immobilien Anlagen AG. In den Folgejahren richtete sich Soravia stärker auf den Wohnbau in den Landeshauptstädten, vor allem in Wien, aus.
2014 erhielt Soravia den Zuschlag für die ehemalige Konzernzentrale der Post AG in der Innenstadt Wiens. Im selben Jahr verkaufte das Unternehmen das Wasserkraftwerk Hausmening, Niederösterreich an die Wien Energie GmbH. Durch die Gründung der Soravia Deutschland GmbH ist das Unternehmen zudem seit 2014 in Deutschland vertreten.
Seit 2019 ist Soravia Mitglied in der Vereinigung Österreichischer Projektentwickler. Das Unternehmen wird in fünfter Generation der Familie Soravia von CEO Erwin F. Soravia geführt. Peter Steurer ist als CFO bei SORAVIA tätig.

### Investmentmanagement
Soravia unterhält im Geschäftsbereich Investmentmanagement unter anderem Beteiligungen an der IFA Institut für Anlageberatung AG. Das seit 1978 tätige Unternehmen ist im Bereich der direkten Immobilieninvestments sowie der Entwicklung von gefördertem Wohnbau und im Asset Management tätig. IFA realisierte beispielsweise den Umbau des Palais Faber in Salzburg und die Errichtung der Wohnanlage „Green Paradise“ in Graz.
2020 hat Soravia darüber hinaus die Hamburger Fondsgesellschaft One Group GmbH übernommen.

### Development
Im Rahmen der Geschäftstätigkeit in der Immobilienprojektentwicklung erhielt Soravia gemeinsam mit ARE Development im Frühjahr des Jahres 2017 die Baugenehmigung für die TrIIIple Towers. Turm 3 wurde nach Bauende von der Corestate Capital Holding übernommen. Soravia begann 2018 in Kooperation mit der S+B Gruppe AG den Bau der Danube Flats an der Wiener Reichsbrücke.
Nachdem Soravia 2018 den Zuschlag für das Hochhausprojekt Austro Tower erhalten hatte, gab das Unternehmen 2020 bekannt, das Bürohochhaus nach Fertigstellung an die Deka Immobilien Investment GmbH zu veräußern. Mieter des Büroturms sind beispielsweise die Autobahnen- und Schnellstraßen-Finanzierungs-Aktiengesellschaft, Austro Control sowie Soravia.
Bis zum Jahr 2022 entwickelte Soravia rund 630 Projekte. Derzeit sind unter anderem die Parkstadt Mühlheim sowie die Büro- und Hotelimmobilie Helix in Salzburg (Fertigstellung 2024) und das Grätzlzentrum Fabrik1230 im Wiener Stadtteil Atzgersdorf in Entwicklung. In Gmunden wird am 21.000 m² großen Areal des ehemaligen Seebahnhofs ein Quartier entwickelt, welches ein Hotel, sechs Wohnhäuser, Nahversorger, Büros und Arztpraxen beinhaltet.

### Facility- und Assetmanagement
2018 gründete Soravia als Dachmarke für den Immobiliendienstleistungsbereich (Property- und Facilitymanagement) in Deutschland und Österreich das Tochterunternehmen Adomo, das an weiteren 26 Gesellschaften beteiligt ist. Die Adomo umfasst vier Geschäftsbereiche: die Cleaning & Services GmbH, Property Management, Energie und Sicherheitslösungen sowie Immobilienvermarktung.
Im Jahr 2019 die Übernahme der Herwa Mutliclean Gebäudereinigung GmbH, über die des Weiteren eine Beteiligung an der Fantom Gebäudereinigung GmbH besteht.
2020 übernahm Adomo die Duo Holding GmbH sowie die Sipeko Sicherheitstechnik GmbH. Hierdurch weitete die Unternehmensgruppe ihre Tätigkeit im Gebäudedienstleistungsbereich weiter aus. Im Folgejahr übernahm das Unternehmen 41 Prozent der Anteile an der Brockhoff GmbH, einem Essener Unternehmen, das im Bereich der Vermittlung von Gewerbeimmobilien tätig ist.
Im Frühjahr des Jahres 2022 übernahm Adomo einen Mehrheitsanteil an dem deutschen Immobilienmanagementanbieter Capera Immobilien Service GmbH, München. Die Übernahme erfolgte gemeinsam mit dem bisherigen Partnerunternehmen Denkmalneu GmbH, Bad Heilbrunn. Im August 2023 übernahm Adomo 100 % der Anteile an Capera. Adomo ist zudem seit 2022 an der im Bereich der Sicherheitstechnik tätigen Security Access GmbH beteiligt. Seit 2021 ist das Unternehmen Eigentümer der Immocontract Immobilien Vermittlung GmbH, Wien, die 2022 mit der Immobilien Verkauf und Vermietungs GmbH fusionierte. Weiters übernahm die Unternehmensgruppe die Lizenz der international vertriebenen Maklermarke Austria Sotheby’s International Realty. Adomo erwirtschaftete im Geschäftsjahr 2023 191 Mio. Euro Umsatz.

### Hospitality
2021 erwarb das Unternehmen gemeinsam mit der Denkmalneu GmbH und ECE Real Estate Partners in Venedig die Bonvecchiati-Hotelgebäude, um die Liegenschaft zu revitalisieren.
Im Herbst des Jahres 2022 gab Soravia bekannt, sich an Loisium-Hotels zu beteiligen. Im Jahr 2024 startete Soravia den Umbau der bestehenden Hotels Loisium Langenlois und LOISIUM Südsteiermark. Hierfür kooperierte das Unternehmen im Zuge der gemeinsamen Gründung der Xenios Hospitality Holding mit der mDrei Holding GmbH, Wien. Außerdem erwarb Soravia im selben Jahr die Eden Bar sowie das Hospiz am Arlberg. Das in Zusammenarbeit mit Planquadr.at konzipierte Boutiquehotel Caro & Selig in Tegernsee wurde im Herbst des Jahres 2022 gänzlich an die Union Asset Management Holding AG veräußert. Soravia unterhält weiters Unternehmensbeteiligungen an der Numa Group sowie der Hotelgruppe Ruby Hotels. 2024 wurde Numa Group in den Lazard T100 Index aufgenommen. 2022 war das Unternehmen durch seine Tochtergesellschaften in 81 betriebenen Hotels sowie 52 Hotels, die sich in der Entwicklungen befanden, tätig. 6328 Zimmer werden von der Unternehmensgruppe 2024 betrieben.

## Unternehmensstruktur
Soravia ist in Österreich und Deutschland im Real Estate Development, Investmentmanagement, Hospitality- sowie Property- und Facilitymanagement tätig. Soravia erwirtschaftete im Jahr 2023 300 Mio. Euro Umsatz, von welchem Adomo (die Property- und Facilitymanagement Sparte) 63 % beisteuerte (191 Mio. Euro). 2022 waren 4275 Mitarbeiter für Soravia tätig.

## Projekte (Auswahl)
Das Unternehmen setzte beispielsweise die Bauprojekte „Austro Tower“, „TrIIIple Towers“ und „Danube Flats“ um. Darüber hinaus revitalisierte Soravia die Sofiensäle in Wien und errichtete das „Metropolis Center“ in Bukarest. Das Tochterunternehmen Planquadr.at entwickelte das „Quartier Tegernsee“ (85 Eigentumswohnungen).
Im Frühjahr des Jahres 2022 begann das Tochterunternehmen IFA mit dem Bau des Quartiers „V33“ in Salzburg. Das neue Quartier setzt sich aus einem geförderten Wohnbau, Büros, Gewerbe sowie einem Hotel zusammen. Soravia startete im Sommer des Jahres 2023 den Bau des „Be.Yond Office“, Berlin.
Ebenso entwickelt Soravia Stand 2023 das Quartier „Parkstadt Mülheim“ in Deutschland. Der Bau von drei Hochhäusern im Rahmen des Projektes stieß auf Widerstand bei den Anwohnern, da die 60 Meter hohen Wohntürme nicht zu dem kleinstädtischen Charakter der Nachbarschaft (hauptsächlich Ein- und Mehrfamilienhäuser) passen würden. Darüber hinaus befürchteten die Anwohner eine Ghettoisierung sowie den Anstieg der Kriminalität im Viertel.

## Auszeichnungen
Die „TrIIIple Towers“ wurden 2023 mit dem International Architecture Award in der Kategorie „Skyscrapers/High Rises“ ausgezeichnet. Außerdem zeichnete das Council on Tall Buildings and Urban Habitat die Hochhäuser als „Best Tall Residential Building“ aus. 2023 wurden die „TrIIIple Towers“ zudem von der Jury des Internationalen Hochhauspreises in das Finale der weltweit besten Hochhäuser aufgenommen.
Die von Soravia entwickelte „Robin Seestadt“ in Wien wurde im Rahmen des Green Marketing Awards als einer der Finalisten in der Kategorie „B-2-BE“ aufgenommen.